# Villa Chillardegui

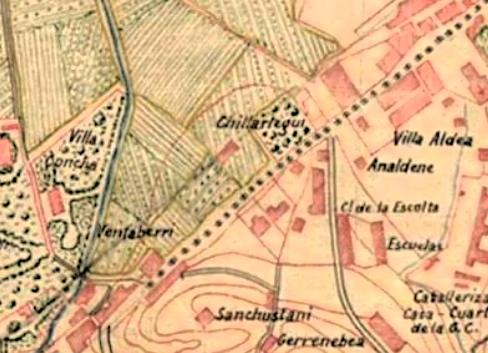
La casa Chillardegui en un plano del barrio del Antiguo (1900).

La villa o palacete Chillardegui estuvo situada en el barrio del Antiguo de San Sebastián, Gipúzcoa hasta principios del siglo XX, era propiedad de la familia Iturria Gascue y utilizada como casa de campo en la época estival. A principios del siglo XX, la villa era considerada como la casa más bonita del Antiguo. Actualmente, en el mismo lugar donde se situaba, se encuentra una plaza llamada Plaza de Gascuña o Plaza Txillardegi.
Según Josu Tellabide, la mención más antigua de Chillardegui data de 1719. Ese año, el duque de Berwick asedió y destruyó San Sebastián e incluyó a Chillardegui en la lista de daños. La Guerra de la Cuádruple Alianza (1717-1720) tuvo un impacto directo en el País Vasco. Los guerreros del ejército del duque de Berwick estaban estacionados en Lapurdi y la Baja Navarra. Infligieron abusos a los ciudadanos y estos protestaron enérgicamente.  En abril de 1719, el duque francés de Berwick cruzó el Bidasoa desde Lapurdi al frente de un ejército de 20.000 hombres y ocupó Gipuzkoa, Bizkaia y Araba.

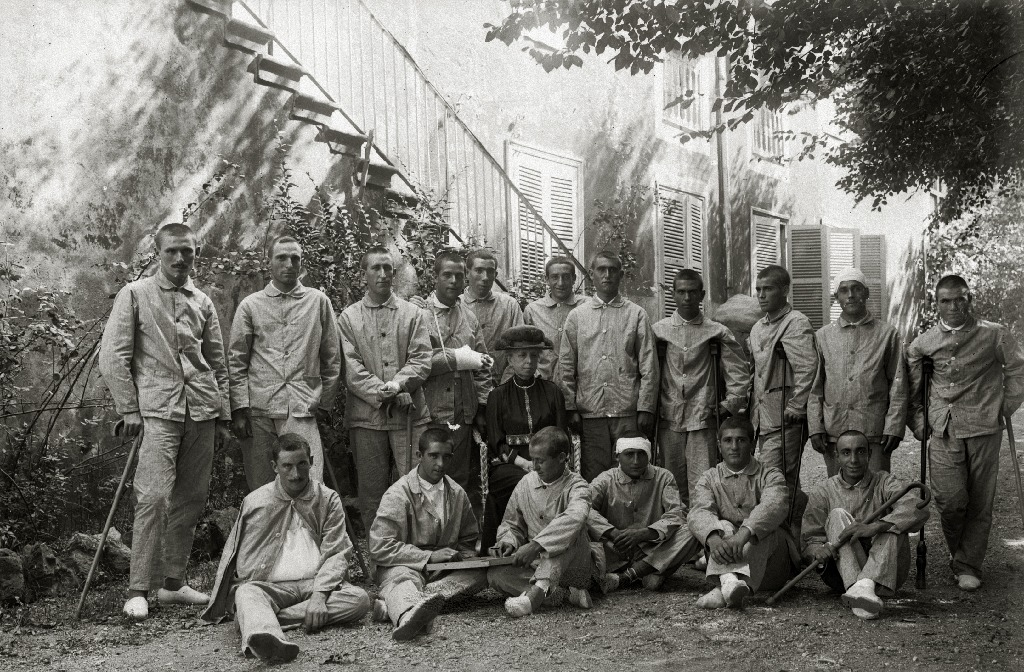
La reina María Cristina junto a un grupo de soldados convalecientes. Septiembre de 1921 Hospital Chillardegui.

Durante la Guerra de África, la Clínica María Cristina de la Cruz Roja no tenía espacio para alojar al gran número de heridos de guerra, por lo que sus propietarios la familia Iturria Gascue, cedieron el inmueble a la reina María Cristina. Así, se convirtió en el Hospital de Sangre Chillardegui . 
La casa Chillardegui todavía aparecía en los planos de 1935, pero no aparece en el de 1946. 